# 1 000 kilomètres de Silverstone 2009
Les 1 000 kilomètres de Silverstone 2009 sont la 22e édition de l'épreuve et sont la cinquième et dernière épreuve de la saison 2009 des Le Mans Series. La course s'est disputée le 13 septembre 2009 sur le circuit de Silverstone, en Grande-Bretagne et a été remportée par l'Oreca N°10 de Olivier Panis et Nicolas Lapierre.

## Résultats
Voici le classement officiel au terme de la course.
- Les vainqueurs de chaque catégorie sont signalés par un fond jauni.
- Pour la colonne Pneus, il faut passer le curseur au-dessus du modèle pour connaître le manufacturier de pneumatiques.

| Pos    | Cat  | n°  | Equipe                              | Pilotes                                                     | Châssis                           | Pneus | Tours |
| Pos    | Cat  | n°  | Equipe                              | Pilotes                                                     | Moteur                            | Pneus | Tours |
| ------ | ---- | --- | ----------------------------------- | ----------------------------------------------------------- | --------------------------------- | ----- | ----- |
| 1      | LMP1 | 10  | Team Oreca Matmut AIM               | Olivier Panis Nicolas Lapierre                              | Oreca 01                          | M     | 195   |
| 1      | LMP1 | 10  | Team Oreca Matmut AIM               | Olivier Panis Nicolas Lapierre                              | AIM YS5.5 5.5 L V10               | M     | 195   |
| 2      | LMP1 | 13  | Speedy Racing Team Sebah Automotive | Marcel Fässler Andrea Belicchi Nicolas Prost                | Lola B08/60                       | M     | 195   |
| 2      | LMP1 | 13  | Speedy Racing Team Sebah Automotive | Marcel Fässler Andrea Belicchi Nicolas Prost                | Aston Martin 6.0 L V12            | M     | 195   |
| 3      | LMP1 | 007 | Aston Martin Racing                 | Jan Charouz Tomáš Enge Stefan Mücke                         | Lola-Aston Martin B09/60          | M     | 195   |
| 3      | LMP1 | 007 | Aston Martin Racing                 | Jan Charouz Tomáš Enge Stefan Mücke                         | Aston Martin 6.0 L V12            | M     | 195   |
| 4      | LMP1 | 009 | Aston Martin Racing                 | Darren Turner Harold Primat                                 | Lola-Aston Martin B09/60          | M     | 195   |
| 4      | LMP1 | 009 | Aston Martin Racing                 | Darren Turner Harold Primat                                 | Aston Martin 6.0 L V12            | M     | 195   |
| 5      | LMP1 | 15  | Team Kolles                         | Christijan Albers Christian Bakkerud                        | Audi R10 TDI                      | M     | 194   |
| 5      | LMP1 | 15  | Team Kolles                         | Christijan Albers Christian Bakkerud                        | Audi TDI 5.5 L Turbo V12 (Diesel) | M     | 194   |
| 6      | LMP1 | 14  | Team Kolles                         | Narain Karthikeyan Andrew Meyrick Charles Zwolsman, Jr.     | Audi R10 TDI                      | M     | 193   |
| 6      | LMP1 | 14  | Team Kolles                         | Narain Karthikeyan Andrew Meyrick Charles Zwolsman, Jr.     | Audi TDI 5.5 L Turbo V12 (Diesel) | M     | 193   |
| 7      | LMP1 | 12  | Signature-Plus                      | Pierre Ragues Franck Mailleux                               | Courage-Oreca LC70E               | M     | 193   |
| 7      | LMP1 | 12  | Signature-Plus                      | Pierre Ragues Franck Mailleux                               | Judd GV5.5 S2 5.5 L V10           | M     | 193   |
| 8      | LMP2 | 33  | Speedy Racing Team Sebah Automotive | Benjamin Leuenberger Xavier Pompidou Jonny Kane             | Lola B08/80                       | M     | 190   |
| 8      | LMP2 | 33  | Speedy Racing Team Sebah Automotive | Benjamin Leuenberger Xavier Pompidou Jonny Kane             | Judd DB 3.4 L V8                  | M     | 190   |
| 9      | LMP1 | 23  | Strakka Racing                      | Nick Leventis Danny Watts                                   | Ginetta-Zytek GZ09S               | M     | 189   |
| 9      | LMP1 | 23  | Strakka Racing                      | Nick Leventis Danny Watts                                   | Zytek ZJ458 4.5 L V8              | M     | 189   |
| 10     | LMP2 | 25  | RML                                 | Thomas Erdos Mike Newton                                    | Lola B08/86                       | M     | 186   |
| 10     | LMP2 | 25  | RML                                 | Thomas Erdos Mike Newton                                    | Mazda MZR-R 2.0 L Turbo I4        | M     | 186   |
| 11     | LMP2 | 24  | OAK Racing Team Mazda France        | Jacques Nicolet Richard Hein                                | Pescarolo 01                      | D     | 184   |
| 11     | LMP2 | 24  | OAK Racing Team Mazda France        | Jacques Nicolet Richard Hein                                | Mazda MZR-R 2.0 L Turbo I4        | D     | 184   |
| 12     | LMP1 | 008 | AMR Eastern Europe                  | Miguel Ramos Stuart Hall Chris Buncombe                     | Lola-Aston Martin B09/60          | M     | 182   |
| 12     | LMP1 | 008 | AMR Eastern Europe                  | Miguel Ramos Stuart Hall Chris Buncombe                     | Aston Martin 6.0 L V12            | M     | 182   |
| 13     | LMP1 | 16  | Pescarolo Sport                     | Jean-Christophe Boullion Christophe Tinseau                 | Pescarolo 01                      | M     | 181   |
| 13     | LMP1 | 16  | Pescarolo Sport                     | Jean-Christophe Boullion Christophe Tinseau                 | Judd GV5.5 S2 5.5 L V10           | M     | 181   |
| 14     | LMP2 | 45  | Team WFR                            | Darren Manning Warren Hughes Jody Firth                     | Embassy WF01                      | D     | 179   |
| 14     | LMP2 | 45  | Team WFR                            | Darren Manning Warren Hughes Jody Firth                     | Zytek ZG348 3.4 L V8              | D     | 179   |
| 15     | LMP2 | 41  | GAC Racing Team                     | Karim Ojjeh Claude-Yves Gosselin Philipp Peter              | Zytek 07S/2                       | M     | 179   |
| 15     | LMP2 | 41  | GAC Racing Team                     | Karim Ojjeh Claude-Yves Gosselin Philipp Peter              | Zytek ZG348 3.4 L V8              | M     | 179   |
| 16     | LMP2 | 26  | Bruichladdich Bruneau Team          | Pierre Bruneau Tim Greaves Francesco Sini                   | Radical SR9                       | D     | 179   |
| 16     | LMP2 | 26  | Bruichladdich Bruneau Team          | Pierre Bruneau Tim Greaves Francesco Sini                   | AER P07 2.0 L Turbo I4            | D     | 179   |
| 17     | LMP2 | 28  | Ibañez Racing Service               | José Ibañez William Cavailhès Frédéric Da Rocha             | Courage LC75                      | D     | 175   |
| 17     | LMP2 | 28  | Ibañez Racing Service               | José Ibañez William Cavailhès Frédéric Da Rocha             | AER P07 2.0 L Turbo I4            | D     | 175   |
| 18     | LMP2 | 38  | Pegasus Racing                      | Julien Schell Philippe Thirion Jean-Christophe Metz         | Courage-Oreca LC75                | A     | 175   |
| 18     | LMP2 | 38  | Pegasus Racing                      | Julien Schell Philippe Thirion Jean-Christophe Metz         | AER P07 2.0 L Turbo I4            | A     | 175   |
| 19     | GT1  | 60  | Gigawave Motorsport                 | Ryan Sharp Peter Kox                                        | Aston Martin DBR9                 | M     | 175   |
| 19     | GT1  | 60  | Gigawave Motorsport                 | Ryan Sharp Peter Kox                                        | Aston Martin 6.0 L V12            | M     | 175   |
| 20     | LMP2 | 37  | WR Salini                           | Stéphane Salini Philippe Salini Tristan Gommendy            | WR LMP2008                        | D     | 174   |
| 20     | LMP2 | 37  | WR Salini                           | Stéphane Salini Philippe Salini Tristan Gommendy            | Zytek ZG348 3.4 L V8              | D     | 174   |
| 21     | GT1  | 50  | Larbre Compétition                  | Roland Bervillé Sébastien Dumez Laurent Groppi              | Saleen S7-R                       | M     | 174   |
| 21     | GT1  | 50  | Larbre Compétition                  | Roland Bervillé Sébastien Dumez Laurent Groppi              | Ford 7.0 L V8                     | M     | 174   |
| 22     | GT1  | 72  | Luc Alphand Aventures               | Yann Clairay Patrice Goueslard Julien Jousse                | Chevrolet Corvette C6.R           | D     | 173   |
| 22     | GT1  | 72  | Luc Alphand Aventures               | Yann Clairay Patrice Goueslard Julien Jousse                | Chevrolet 7.0 L V8                | D     | 173   |
| 23     | GT2  | 92  | JMW Motorsport                      | Robert Bell Gianmaria Bruni                                 | Ferrari F430 GTC                  | D     | 172   |
| 23     | GT2  | 92  | JMW Motorsport                      | Robert Bell Gianmaria Bruni                                 | Ferrari 4.0 L V8                  | D     | 172   |
| 24     | GT2  | 85  | Snoras Spyker Squadron              | Tom Coronel Jaroslav Janiš                                  | Spyker C8 Laviolette GT2-R        | M     | 170   |
| 24     | GT2  | 85  | Snoras Spyker Squadron              | Tom Coronel Jaroslav Janiš                                  | Audi 4.0 L V8                     | M     | 170   |
| 25     | GT2  | 76  | IMSA Performance Matmut             | Patrick Pilet Raymond Narac                                 | Porsche 911 GT3 RSR (997)         | M     | 170   |
| 25     | GT2  | 76  | IMSA Performance Matmut             | Patrick Pilet Raymond Narac                                 | Porsche 4.0 L Flat-6              | M     | 170   |
| 26     | GT2  | 84  | Team Modena                         | Antonio García Leo Mansell Jaime Melo                       | Ferrari F430 GTC                  | M     | 170   |
| 26     | GT2  | 84  | Team Modena                         | Antonio García Leo Mansell Jaime Melo                       | Ferrari 4.0 L V8                  | M     | 170   |
| 27     | GT2  | 89  | Hankook Team Farnbacher             | Christian Montanari Pierre Kaffer                           | Ferrari F430 GTC                  | H     | 170   |
| 27     | GT2  | 89  | Hankook Team Farnbacher             | Christian Montanari Pierre Kaffer                           | Ferrari 4.0 L V8                  | H     | 170   |
| 28     | LMP1 | 5   | Team LNT                            | Nigel Mansell Greg Mansell Lawrence Tomlinson               | Ginetta-Zytek GZ09S               | M     | 168   |
| 28     | LMP1 | 5   | Team LNT                            | Nigel Mansell Greg Mansell Lawrence Tomlinson               | Zytek ZJ458 4.5 L V8              | M     | 168   |
| 29     | GT2  | 91  | FBR                                 | Andrea Montermini Niki Cadei Gabrio Rosa                    | Ferrari F430 GTC                  | M     | 168   |
| 29     | GT2  | 91  | FBR                                 | Andrea Montermini Niki Cadei Gabrio Rosa                    | Ferrari 4.0 L V8                  | M     | 168   |
| 30     | GT2  | 77  | Team Felbermayr-Proton              | Marc Lieb Richard Lietz Horst Felbermayr, Sr.               | Porsche 911 GT3 RSR (997)         | M     | 165   |
| 30     | GT2  | 77  | Team Felbermayr-Proton              | Marc Lieb Richard Lietz Horst Felbermayr, Sr.               | Porsche 4.0 L Flat-6              | M     | 165   |
| 31     | GT2  | 88  | Team Felbermayr-Proton              | Horst Felbermayr, Jr. Christian Ried Francisco Cruz Martins | Porsche 911 GT3 RSR (997)         | M     | 165   |
| 31     | GT2  | 88  | Team Felbermayr-Proton              | Horst Felbermayr, Jr. Christian Ried Francisco Cruz Martins | Porsche 4.0 L Flat-6              | M     | 165   |
| 32     | GT2  | 95  | James Watt Automotive               | Paul Daniels Martin Rich Markus Palttala                    | Porsche 911 GT3 RSR (997)         | D     | 164   |
| 32     | GT2  | 95  | James Watt Automotive               | Paul Daniels Martin Rich Markus Palttala                    | Porsche 3.8 L Flat-6              | D     | 164   |
| 33     | GT2  | 78  | Advanced Engineering                | Peter Bamford Matt Griffin                                  | Ferrari F430 GTC                  | M     | 164   |
| 33     | GT2  | 78  | Advanced Engineering                | Peter Bamford Matt Griffin                                  | Ferrari 4.0 L V8                  | M     | 164   |
| 34     | GT2  | 81  | Easyrace                            | Maurice Basso Roberto Plati Gianpaolo Tenchini              | Ferrari F430 GTC                  | P     | 161   |
| 34     | GT2  | 81  | Easyrace                            | Maurice Basso Roberto Plati Gianpaolo Tenchini              | Ferrari 4.0 L V8                  | P     | 161   |
| 35     | GT2  | 99  | JMB Racing                          | John Hartshorne Peter Kutemann Stéphane Daoudi              | Ferrari F430 GTC                  | M     | 160   |
| 35     | GT2  | 99  | JMB Racing                          | John Hartshorne Peter Kutemann Stéphane Daoudi              | Ferrari 4.0 L V8                  | M     | 160   |
| 36 NC  | LMP2 | 43  | Q8 Oils Hache Team                  | Máximo Cortés Fonsi Nieto Carmen Jordá                      | Lucchini LMP2/08                  | D     | 135   |
| 36 NC  | LMP2 | 43  | Q8 Oils Hache Team                  | Máximo Cortés Fonsi Nieto Carmen Jordá                      | Judd XV675 3.4 L V8               | D     | 135   |
| 37 NC  | GT2  | 90  | FBR                                 | Pierre Ehret Dominik Farnbacher Anthony Beltoise            | Ferrari F430 GTC                  | M     | 131   |
| 37 NC  | GT2  | 90  | FBR                                 | Pierre Ehret Dominik Farnbacher Anthony Beltoise            | Ferrari 4.0 L V8                  | M     | 131   |
| 38 DNF | LMP2 | 35  | OAK Racing Team Mazda France        | Matthieu Lahaye Karim Ajlani                                | Pescarolo 01                      | D     | 138   |
| 38 DNF | LMP2 | 35  | OAK Racing Team Mazda France        | Matthieu Lahaye Karim Ajlani                                | Mazda MZR-R 2.0 L Turbo I4        | D     | 138   |
| 39 DNF | GT2  | 87  | Drayson Racing                      | Paul Drayson Jonny Cocker                                   | Aston Martin V8 Vantage GT2       | M     | 122   |
| 39 DNF | GT2  | 87  | Drayson Racing                      | Paul Drayson Jonny Cocker                                   | Aston Martin 4.5 L V8             | M     | 122   |
| 40 DNF | LMP2 | 40  | Quifel ASM Team                     | Miguel Amaral Olivier Pla                                   | Ginetta-Zytek GZ09S/2             | D     | 32    |
| 40 DNF | LMP2 | 40  | Quifel ASM Team                     | Miguel Amaral Olivier Pla                                   | Zytek ZG348 3.4 L V8              | D     | 32    |